# Linia kolejowa nr 617
Linia kolejowa nr 617 – drugorzędna, jednotorowa, niezelektryfikowana linia kolejowa łącząca rozjazd nr 46 z rozjazdem nr 101 na stacji Zagórz.
Stanowiła ona pierwotnie integralną część magistralnej linii Erste Ungarisch-Galizische Eisenbahn z Przemyśla do Budapesztu, oddanej do użytku na tym odcinku 12 listopada 1872.

## Charakterystyka techniczna
Linia w całości jest klasy C3; maksymalny nacisk osi wynosi 196 kN dla lokomotyw oraz wagonów, a maksymalny nacisk liniowy wynosi 71 kN (na 1 metr bieżący toru). Linia wyposażona jest w elektromagnesy samoczynnego hamowania pociągów. Zarówno prędkość konstrukcyjna jak i maksymalna wynoszą 40 km/h.

## Galeria

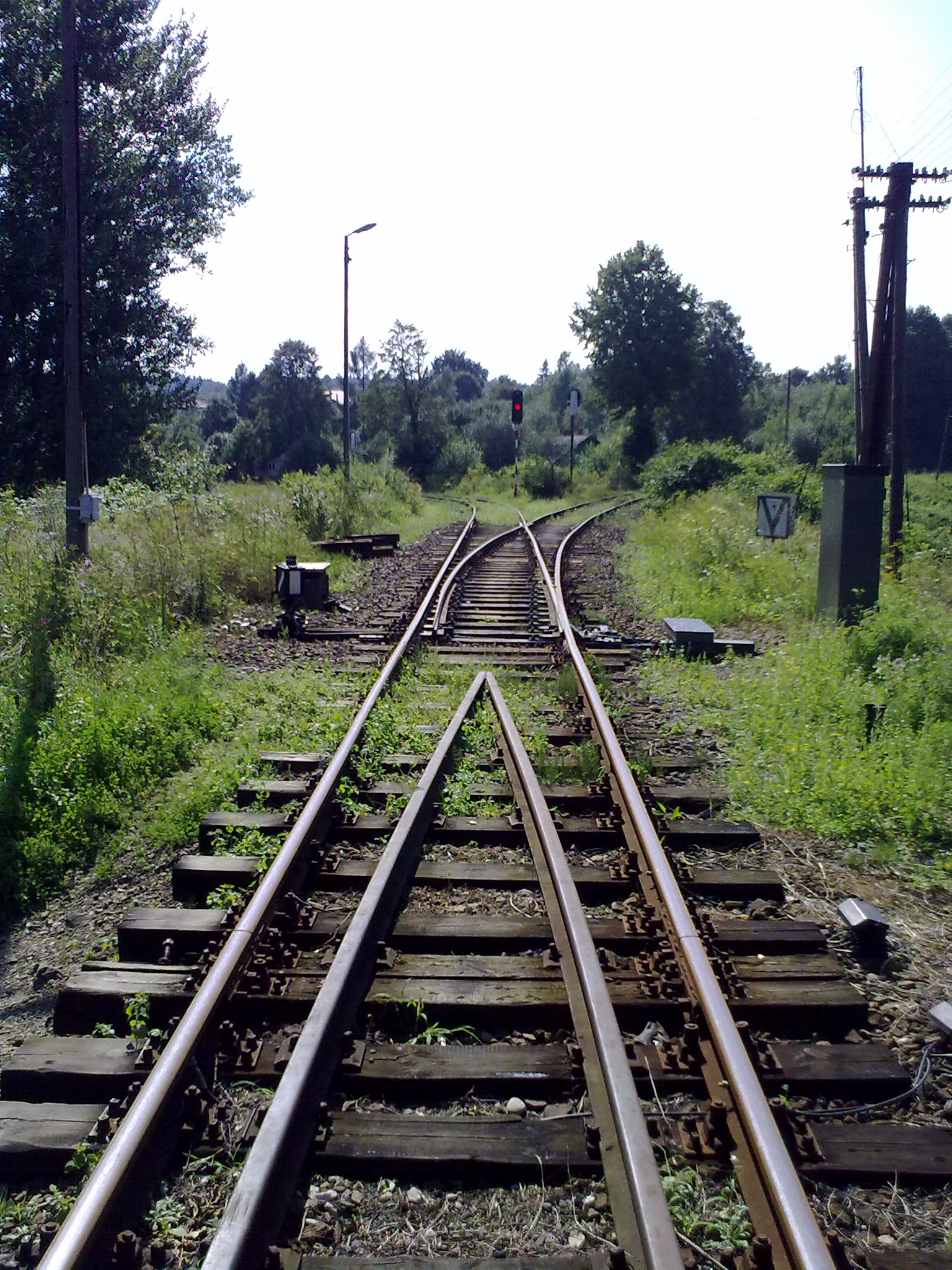
Rozjazd nr 101
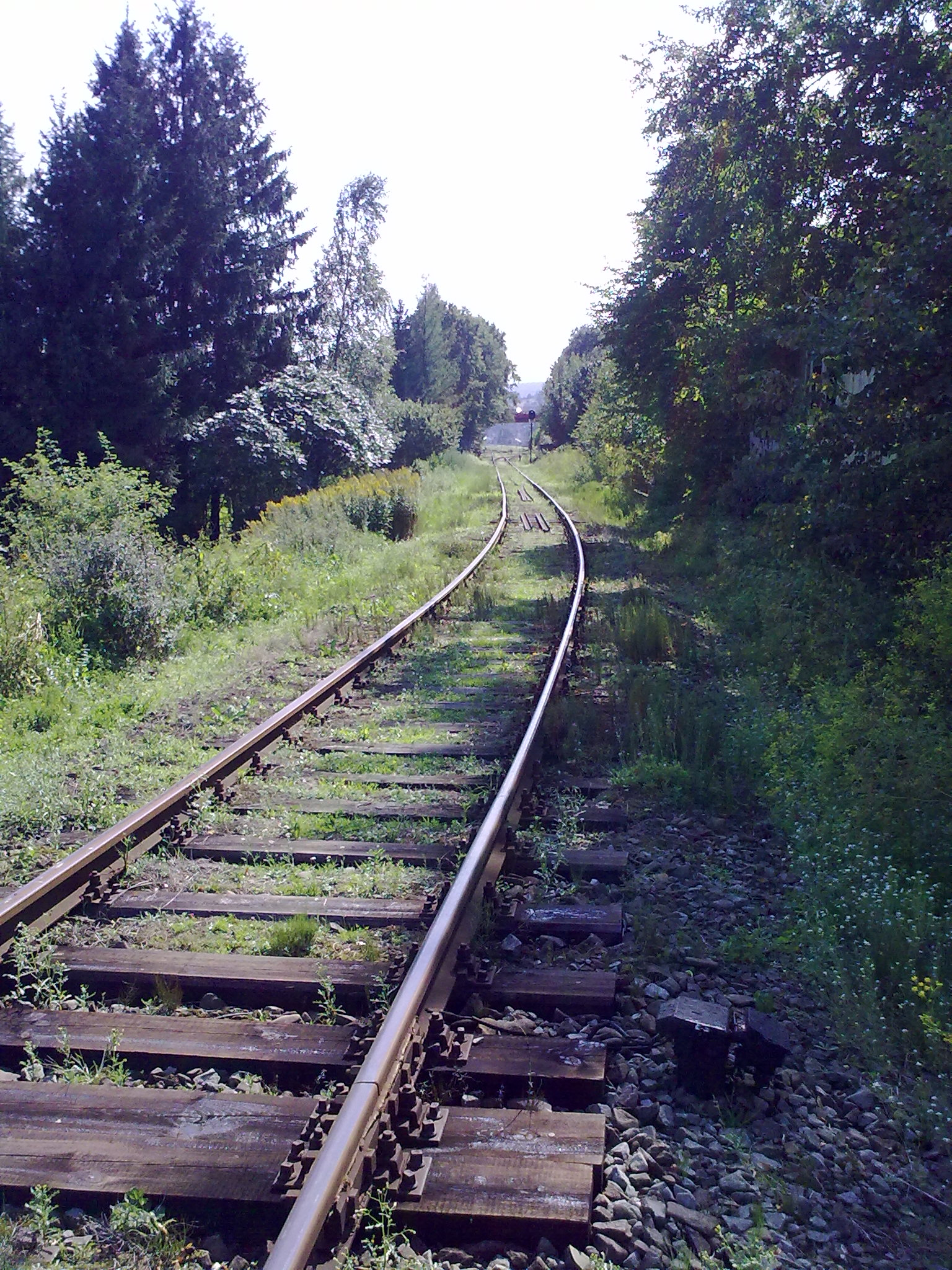
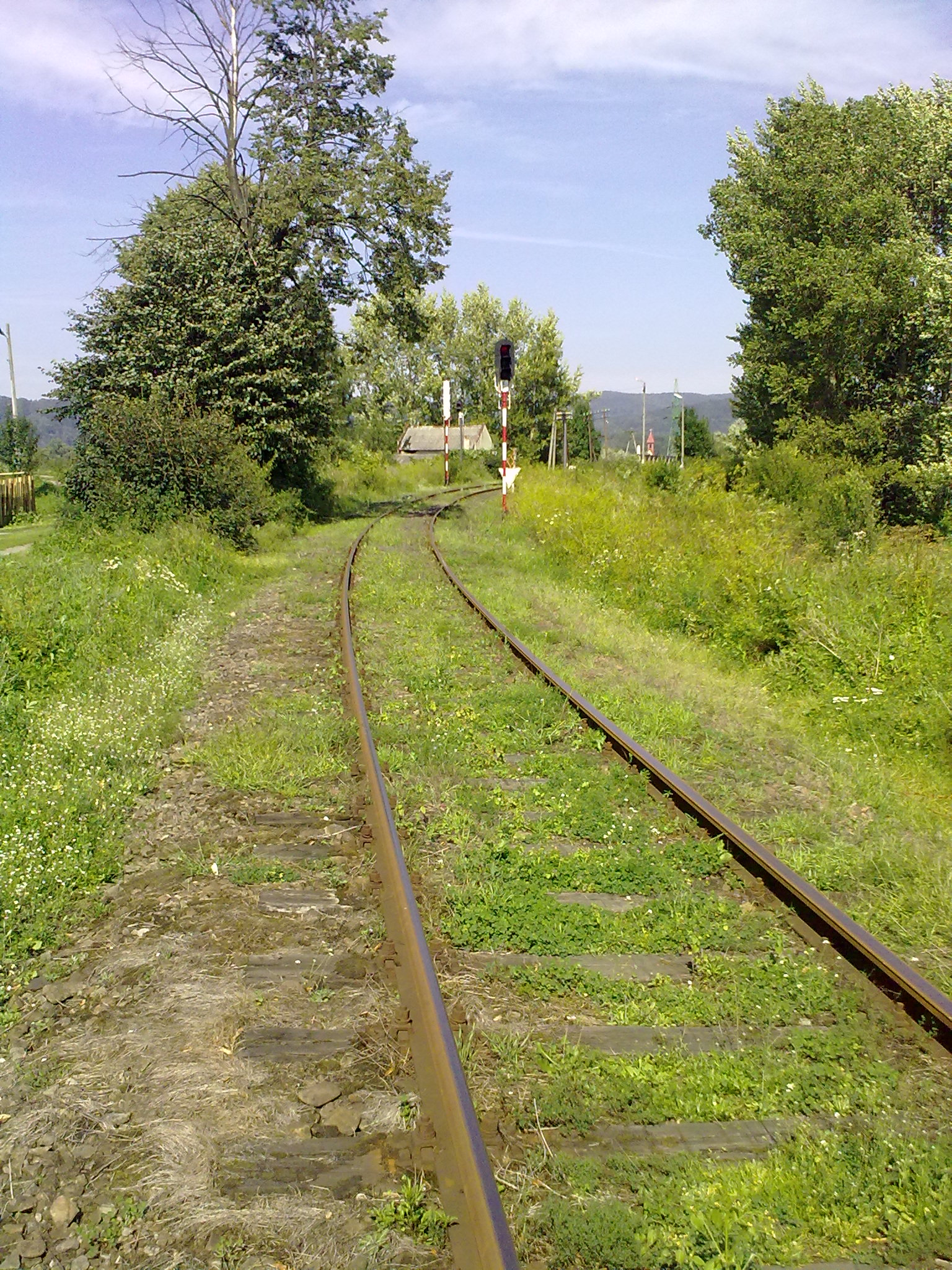
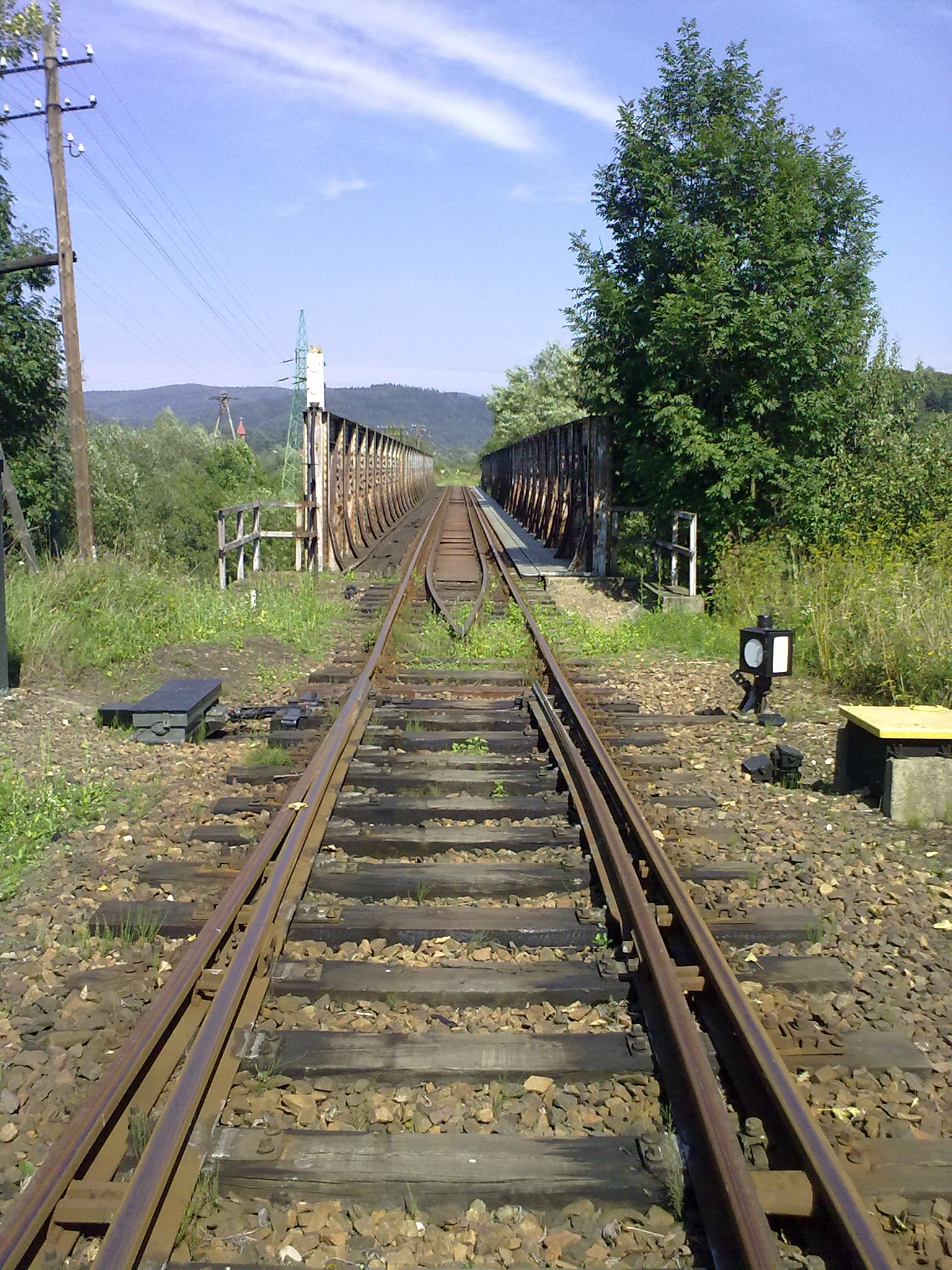
Rozjazd nr 101 przy moście nad Osławą